# Chang Ye-na
Chang Ye-na (Hangul: 장예나) és una esportista sud-coreana que competeix en bàdminton en la categoria de dobles. Va competir en els 2012 Japan Super Series. Ella va competir en els Jocs Asiàtics de 2010 i 2014.